# Avditorij Portorož
Avditorij Portorož (uradno: Kulturni, kongresni in promocijski center Avditorij Portorož – Portorose)  je  kulturni in kongresni center v Portorožu, namenjen tudi festivalskim prireditvam, koncertom ter promocijskim dogodkom.

## Zgodovina
Avditorij Portorož, prvi kulturni center na območju nekdanje Jugoslavije, je  istrski predhodnik Cankarjevega doma, ki je nastal deset let za njim. 
Avditorij Portorož je namreč začel delovati 15. oktobra 1972, kot center Občine Piran za kulturo in pospeševanje turizma. Njegove osnovne dejavnosti so bile kongresi, kulturne prireditve in predvajanje filmov. Izgradnjo centra je tudi finančno podprl takratni direktor portoroške igralnice Nino Spinelli, ki je postal tudi prvi direktor avditorija.

## Arhitektura
Plečnikov učenec Edo Mihevc je že prej načrtoval Kulturni dom v Trstu (zgrajen leta 1964) in nekaj let pozneje začel dogovore o zasnovi Avditorija Portorož. Arhitekt je dal stavbi tudi ime. Po njegovih načrtih so v šestdesetih in sedemdesetih letih zgradili večino današnjih hotelov sredi Portoroža. Mihevc je objekt umestil med nekdanje počitniške vile, veliki odprti zunanji amfiteater, ki je dobil nadstrešnico šele vrsto let kasneje, pa je deloma vkopal v teren. 

### Predverje/avla
Predverje oz. avla ima površino 230 m2, prostor pa je primeren zlasti za sprejeme, družabna srečanja, sejme, razstave, lahko pa tudi za manjše koncerte.

## Dvorane

### Glavna dvorana
Glavna dvorana ima 479 sedežev. Oder meri v globino 9,5 m, odprti del odra 16 m v širino in 7,60 m v višino.
Ta največja dvorana avditorija je tehnično opremljena za izvedbo najzahtevnejših prireditev: koncertov klasične, simfonične ali komorne glasbe, jazza in druge glasbe, gledaliških predstav in baleta, plesa, razvedrilnega programa, recitacij, večmedijskih predstav, kongresov, simpozijev, konferenc ali protokolarnih dogodkov.

### Rdeča dvorana
Manjša dvorana, s površino 63 m2, je primerna za predavanja, seminarje, lahko pa služi tudi za kongresno pisarno.

### Zelena dvorana
Dvorana s površino 85 m2 je primerna za predavanja, seminarje, lahko pa služi tudi za kongresno pisarno.

### Bela dvorana
Bela dvorana se nahaja v pritličju, vhod vanjo je skozi preddverje. Tlorisna površina dvorane je 110 m2, višina prostora pa je 3 m. Opremljena je s posebnimi svetili, prilagojenimi za razstave. Primerna je za umetniške in druge postavitve, npr. predstavitve knjig, pa tudi za novinarske konference in pogostitve.

### Amfiteater
Pokrito letno prizorišče oz. amfiteater ima 1777 sedišč, s stojišči vred pa lahko sprejme do 2300 obiskovalcev. Oder meri 24 m × 15 m. Podzemni hodnik vodi od odra do garderobnih prostorov. Ob prizorišču je tudi kavarna. 
Amfiteater je namenjen izvedbi koncertov,  tudi opernih predstav ter plesa, razvedrilnega programa, večmedijskih postavitev.

## Gledališče Tartini Piran
Javni zavod Avditorij Portorož upravlja tudi z Gledališčem Tartini v Piranu.
Gledališki oder v njem meri 80 m2, portalna odprtina odra pa 7 m. V parterju dvorane je nameščenih 180 sedežev, na balkonu, v ložah in na galeriji pa še 83 sedežev. Sedišč je tako skupaj 263.
Gledališče je namenjeno koncertom, gledališkim predstavam, recitacijam, večmedijskim predstavam, simpozijem, konferencam ipd.

## Lastništvo in uprava
Avditorij Portorož je organiziran kot javni zavod s področja kulture, ki ga je z odlokom dne 14. 10. 2004 ustanovila Občina Piran.